# Лалатович, Ненад
Ненад Лалатович (серб. Ненад Лалатовић; род. 22 декабря 1977, Белград) — сербский футболист и футбольный тренер.

## Карьера игрока
Лалатович родился в Белграде, СР Сербия, его дед Мирко Лалатович был лётчиком королевских ВВС Югославии. Он дебютировал в профессиональном футболе с «Црвена звезда» в 1995 году. 13 декабря 2000 года сыграл единственный матч за сборную Сербии и Черногории против Греции, соперники разошлись миром 1:1. Он представлял столичный клуб до конца 2002 года, хотя за эти восемь лет он сдавался в аренду в ОФК, «Раднички Крагуевац» и «Милиционар».
Во время зимнего перерыва в сезоне 2002/03 он перешёл в клуб украинской Премьер-лиги «Шахтёр», контракт был подписан на три с половиной года. После сезона 2002/03 «Шахтёр» возглавил Бернд Шустер, который отправил Лалатовича в дубль. Его арендовал «Вольфсбург», где он провёл 2003/04 сезон, но так и не сыграл ни одного матча. После прихода на тренерский мостик Мирчи Луческу Лалатович остался игроком резерва. В конце октября 2005 года Лалатович, выступая за «Шахтёр-2» в матче Первой лиги против «Зари» ударил по лицу арбитра Сергея Даньковского, за что получил прямую красную карточку, после чего ещё пнул рефери ногой. В итоге ФФУ дисквалифицировала Лалатовича на год.
Во время зимнего межсезонья 2005/06 он покинул «Шахтёр» и вернулся в Сербию, присоединившись к «Земуну». Летом 2006 года он перешёл в другой клуб сербской Суперлиги, ОФК, где играл в сезоне 2006/07.

## Тренерская карьера
После ухода в отставку начал тренерскую карьеру. Первым клубом Лалатовича стал «Срем», он руководил командой с 2011 года, следующие два сезона он провёл с «Пролетер Нови Сад», а в сезоне 2013/14 шесть месяцев был тренером «Вождовца» и «Напредака».
В июне 2014 года Лалатович стал тренером «Црвеной звезды». С «красно-белыми» в сезоне 2014/15 он занял второе место в Суперлиге Сербии, отстав на семь очков от «Партизана», в то время как в кубке Сербии команда выбыла уже в 1/8 финала от «Рада». Клуб не выступал в еврокубках по решению УЕФА. В конце сезона контракт Лалатовича истёк, и он покинул штаб «красно-белых».
В конце июня 2015 года Лалатович был назначен тренером «Борац Чачак». Из-за тяжёлой финансовой ситуации в клубе он покинул «Борац» 10 ноября 2015 года. На момент его ухода «Борац» демонстрировал хорошие результаты и находился на втором месте в Суперлиге Сербии.
Лишь через день после того, как Лалатович покинул Чачак, он был представлен как новый руководитель тренерского штаба «Войводины». С новисадским клубом он работал до 16 декабря 2016 года, когда подал в отставку. С ним «Войводина» дошла до последнего раунда квалификации Лиги Европы, а в Суперлиге Сербии 2016/17 в конце осенней части чемпионата была на третьем месте, уступая девять очков «Црвеной звезде» и три — «Партизану». Под его руководством в течение 13 месяцев клуб сыграл 54 официальных матча в чемпионате, Кубке Сербии и квалификации Лиги Европы, результат: 30 побед, 15 ничьих и всего 8 поражений.
26 декабря 2016 года Лалатович стал тренером «Чукарички», с которым подписал четырёхлетний контракт. Он руководил клубом до конца сезона 2017/18, когда стороны прекратил сотрудничество по обоюдному согласию. 4 июня 2018 года он возглавил «Раднички Ниш». С командой он занял второе место в сербской Суперлиге в сезоне 2018/19, это лучший результат в истории клуба. Он также дошёл до полуфинала кубка, где «Раднички» проиграли «Партизану». Он покинул клуб в июне 2019 года. Через несколько дней после отъезда из Ниша Лалатович во второй раз за карьеру возглавил «Войводину». 24 июня 2020 года, обыграв «Партизан» по пенальти, «Войводина» выиграла Кубок Сербии, который стал первым трофеем Лалатовича в качестве тренера. По окончании сезона 2020/21 тренер покинул клуб.
8 июня 2021 года он согласовал своё возвращение в «Раднички» из Ниша. Однако в итоге 24 июня подписал контракт с «Аль-Батином». Он возглавлял саудовский клуб в восьми играх, после чего 17 октября был уволен.
5 июня 2022 года Лалатович был назначен тренером боснийского «Бораца». 7 июля он одержал победу в первом матче квалификационного раунда Лиги конференций УЕФА, «Борац» выиграл со счётом 2:0 у фарерского «Б-36». После серии плохих результатов, кульминацией которых стало поражение от «Леотара» со счётом 1:0, Лалатович ушёл с поста тренера 26 августа 2022 года. В связи с ремонтом Городского стадиона в Баня-Луке Лалатович не сыграл ни одного домашнего матча.
В начале сентября 2022 года он снова стал тренером клуба «Раднички». Он был уволен с этой должности 5 марта 2023 года. Через четыре дня его представили как нового тренера команды «Младост Нови-Сад». Он возглавлял «Младост» 11 матчей (две победы, шесть ничьих и три поражения), но в итоге клуб вылетел из сербской Суперлиги. В конце сезона срок его контракта истёк, и он покинул клуб.
4 июля 2023 года Лалатович возглавил луганскую «Зарю». Однако уже после пятого тура украинской Премьер-лиги подал в отставку. Причиной, по словам самого тренера, стало то, что он не оправдал ожиданий как клуба, так и свои собственные.
В октябре 2024 года после непродолжительной работы в суботицком «Спартаке» и лучанинской «Младости» Ненад Лалатович в третий раз возглавил «Войводину».

## Достижения
Как игрок:
- Чемпион Югославии (2): 2000, 2001.
- Чемпион Украины 2005.
- Обладатель Кубка Сербии и Черногории (2): 2000, 2002.
- Обладатель Кубка Украины 2004.
- Серебряный призёр Сербии и Черногории 2002.
- Финалист Кубка Югославии 2001.
- Финалист Кубка Украины (2): 2003, 2005.

Как тренер:
- Обладатель Кубка Сербии: 2020

## Интересные факты
- В 2019 году сыграл эпизодическую роль в сербском телесериале «Пять»[серб.][33].